# Almindelig bændeltang
Almindelig bændeltang (Zostera marina) eller ålegræs er en undervandsplante med 50-100 centimeter lange stængler. Den gror langs kyster i fint grus, sand eller mudder i dybder ned til 5 meter.
Almindelig bændeltang er ikke en makroalge. Den hører til klassen enkimbladede (indeholder også græsser og liljer). Dens "forfædre" stammer fra landjorden.

## Beskrivelse
Almindelig bændeltang er en flerårig urt med en tæppedannende vækst. De oprette stængler bærer spredte, toradede blade, der er båndformede og hele med hel rand. Bladskeden omslutter i begyndelsen stænglen helt, men efterhånden åbner den sig. Begge bladsider er græsgrønne.
Blomstringen sker i juni-august, hvor blomsterne findes i stande, der er næsten helt skjulte under bladskeden, og som består af rent hunlige og rent hanlige blomster. De enkelte blomster består henholdsvis af et enkelt frugtanlæg og en enkelt støvdrager. Frugterne er nødder.
Rodnettet består af de krybende jordstængler og nogle grove trævlerødder.
Højde x bredde og årlig tilvækst: 1,00 x 0,15 (100 x 15 cm/år), men planten ser meget bredere ud, når man medregner rodskuddene.

## Voksested
Almindelig bændeltang er udbredt fra Nordafrika, Mellemøsten og Kaukasus over Sibiriens stillehavskyst til Nordamerika og har også voksesteder i Grønland. Overalt er den knyttet til lavvandede, godt belyste kyster med mudret eller sandet bund.
I Danmark findes den langs alle kyster, der har tilsvarende forhold, men er sjælden langs Vestjyllands kyst. Hvis lysforholdene er gode nok, trives planten ned til fem meters dybde.

## Anvendelse
Omkring 1930 gik det meste bændeltang til grunde som følge af en sygdom fremkaldt af en svamp, og planten var i mange år en sjældenhed, uden for Østersøen og 80-90 pct. af ålegræs, som voksede langs kyster og i fjorde i danske farvande er forsvundet. Nu er arten ved at komme over sygdommen, men er alligevel ikke lige så vidt udbredt som tidligere. Under krigen brugte man tørret ålegræs som fyld i madrasser.
På Læsø har man brugt planten til at tække tage med, og flere steder ses det efterhånden også som isolering eller akustikplader.
I 2000 startede man på Møn med indsamling og tørring af ålegræs til isolering og til renovering af først Læsøgården på Frilandsmuseet i Brede og senere til tangtagene på Læsø. 
Det startede som et aktiveringsprojekt under Møn- og senere Vordingborg kommune. 
Efterfølgende er flere private i området startet op. Der er udviklet en rensemaskine der gør det muligt at anvende tørret og renset ålegræs til polstring og puder og bændeltangen kan bruges som pakkefyld for at hindre beskadigelse af produkter under pakketransport.
Et forsøg med at udplante ålegræs , bl.a. i Horsens Fjord hvor man har plantet 14.400 små nye ålegræsskud ud har medført at plantetætheden blev 70 gange større (til ca. 1.005.000 ålegræsskud på området) ligesom området med ålegræs blev udvidet betydeligt.